# 小林堅志郎
小林 堅志郎（こばやし けんしろう、1995年4月26日 - ）は、屋内スカイダイバー/インドアスカイダイビング選手。インドアスカイダイビングのインストラクター。フライステーションjp. 所属。尚、兄弟に国際A級モトクロスライダーの小林康志郎がいる。
埼玉県越谷市出身。